# Окунєв Акінф Кирилович
Акінф Кирилович Окунєв (рос. Акинф Кириллович Окунев; 31 липня 1919, Малоє Тарасово — 9 листопада 1943) — Герой Радянського Союзу (1943).

## Біографія
Народився 31 липня 1919 року в селі Малому Тарасовому (нині Тонкінського району Нижньогородської області) в селянській родині. Росіянин. Закінчив 7 класів школи. Працював рахівником Вахтанського лісопункту (Шахунський район Горьківської області). Член ВКП (б).
У Червоній Армії з 1939 року. На фронтах німецько-радянської війни з серпня 1941 року. Воював на посаді командира гармати 106-го окремого винищувально-протитанкового дивізіону (23-та стрілецька дивізія, 47-а армія, Воронезький фронт).  2 жовтня 1943 року старший сержант Акінф Окунєв, беручи участь в боях на плацдармі в районі села Студенця (нині Канівського району Черкаської області), зі своїм розрахунком відбив три контратаки противника. Замінивши загиблого командира взводу, старший сержант Окунєв продовжував керувати боєм, знищив три станкових кулемета, дві гармати, міномет і десятки гітлерівців.
Указом Президії Верховної Ради СРСР від 25 жовтня 1943 року за зразкове виконання бойових завдань командування на фронті боротьби з німецько-фашистським загарбниками і проявлені при цьому мужність і героїзм старшому сержанту Окунєву Акінфу Кириловичу присвоєно звання Героя Радянського Союзу з врученням ордена Леніна і медалі «Золота Зірка».

Надгробок Акінфа Окунєва

Загинув у бою 9 листопада 1943 року. Похований в Києві на Солом'янському кладовищі.

## Нагороди, пам'ять
Нагороджений орденом Леніна, орденами Вітчизняної війни 2-го ступеня, Червоної Зірки.
У селі Пакалі Тонкінської району Нижньогородської області на будівлі школи встановлено меморіальну дошку, вулиця в селі носить ім'я Героя.